# Kufsova bolest
Kufsova bolest je jedna od mnogih bolesti kategorisanih pod poremećaj poznat kao neuronska ceroidna lipofuscinoza (NCL) ili Batenova bolest. NCL su široko opisani da stvaraju probleme sa vidom, kretanjem i kognitivnim funkcijama. Među svim NCL bolestima, Kufsova je jedina koja ne utiče na vid, i iako je ovo faktor razlikovanja ove bolesti, NCL se tipično razlikuju po starosti u kojoj se pojavljuju kod pacijenta.

## Spoljašnje veze
|  | Molimo Vas, obratite pažnju na važno upozorenje u vezi sa temama iz oblasti medicine (zdravlja). |